# Velite
«Веліте» (італ. Velite) — ескадрений міноносець типу «Сольдаті» (2-га серія)  Королівських ВМС Італії за часів Другої світової війни.

## Історія створення
Ескадрений міноносець «Веліте» був закладений 19 квітня 1941 року на верфі Odero-Terni-Orlando в Ліворно. Спущений на воду 31 серпня 1941 року, вступив у стрій 31 серпня 1942 року.
Це був останній ескадрений міноносець, що вступив до складу ВМС Італії до закінчення Другої світової війни.

## Історія служби

### У складі ВМС Італії
Після вступу у стрій та початкової бойової підготовки ескадрений міноносець «Веліте» разом з однотипним «Корсаро» був зарахований до складу 17-ї ескадри.
21 листопада 1942 року «Веліте» разом з «Леджонаріо» та «Бомбардьєре» супроводжував транспорти «Монтеджіневро» та «Сестрієре» з Бізерти в Неаполь.  О 15;04 21 листопада «Веліте» був торпедований підводним човном «Сплендід». Вибухом була відірвана кормова частина, включаючи руль та гвинти. «Бомбардьєре» відбуксирував пошкоджений «Веліте» в Неаполь.
Тимчасовий ремонт в Неаполі тривав до 7 січня 1943 року, після чого «Веліте» був відбуксирований в Ліворно для остаточного відновлення. Йому пристикували корму з недобудованого есмінця «Карріста». Ремонт йшов повільно і завершився влітку 1943 року.
22 серпня «Веліте» прибув у Ла-Спецію, де знову увійшов до складу флоту. 9 серпня, після капітуляції Італії, «Веліте» разом з італійським флотом перейшов на Мальту.
Загалом у складі ВМС Італії корабель здійснив лише 5 походів та пройшов 5 000 миль.

### У складі флоту союзників
У складі флоту союзників «Веліте» здійснив 117 виходів в море, пройшовши 30 000 миль. 
На початку 1947 року «Веліте» та «Леджонаріо» супроводжували інтерновані в Александрії італійські лінкори «Вітторіо Венето» та «Італія» під час їх повернення в Італію.
У вересні 1947 року есмінець був виведений в резерв. За рішенням Паризької мирної конференції він разом з трьома іншими есмінцями був переданий Франції як репарація. 
18 липня 1948 року корабель був виключений зі складу флоту, йому було присвоєна тимчасова назва «V3».

### У складі ВМС Франції
24 липня 1948 року в Тулоні есмінець був переданий ВМС Франції. Він отримав назву «Дюпре» (фр. Duperré).
Корабель пройшов переобладнання та протягом декількох років використовувався для випробування нових систем озброєння.
У 1961 році корабель був виключений зі складу флоту і незабаром зданий на злам.